# دانيال سوس
دانيال سوس (بالألمانية: Daniel Sus) (و. 1976 – م) هو ملحن، ومؤلفو موسيقى تصويرية من ألمانيا. ولد في شتوتغارت.

## وصلات خارجية
- دانيال سوس على موقع IMDb (الإنجليزية)
- دانيال سوس على موقع ألو سيني (الفرنسية)
- دانيال سوس على موقع قاعدة بيانات الفيلم (الإنجليزية)
- دانيال سوس على موقع كينوبويسك (الروسية)